# Музей быта и ремёсел горнозаводского населения
Музей быта и ремёсел горнозаводского населения Нижнего Тагила «Господский дом» — музей, посвящённый жизни, труду, культуре и творчеству населения Горнозаводского округа Свердловской области, входит в состав музейного объединения «Музея-заповедника „Горнозаводской Урал“».
Находится в бывшем доме-особняке князей Демидовых возле дома-музея династии уральских художников Худояровых, в котором сейчас находится Музей подносного промысла, вместе с которым является частью одного этнографического комплекса. Музей расположен в Ленинском районе Нижнего Тагила, на улице Тагильской, на Старой Вые.

## История
В Нижнем Тагиле это здание принято называть «Господским домом». Здание музея является классическим примером барского дома начала XIX века в стиле неоклассицизма. Изначально служило основной резиденцией князей Демидовых. Там проходили балы, светские вечера с приёмом дорогих гостей. После Революции 1917 года здание использовалось как коммунальная квартира.
В 1981 году появился проект реставрации здания.
Музей был открыт в августе 1997 года.

## Экспозиция
В музее собраны уникальные старинные изделия из бересты и металла, традиционная одежда жителей Горнозаводского округа Урала XIX—XX веков, образцы женского рукоделия (льняные изделия, ткачество и вышивка). Посетитель может получить обширное представление о быте, ремесле и жизни крепостных крестьян и рабочих. Уральской земли прошлых веков. Широко представлены кожевенный, обувной, бурачный, бондарей и сундучный промыслы Нижнего Тагила, некоторые из которых сформировались лишь к концу XIX века. Кроме того, представлены интерьеры различных сословий эпохи VIII — начала XX века, личные вещи князей Демидовых — владельцев Тагильского и Выйского заводских посёлков. Помимо этого музей располагает комплексом экспозиции исторических документов, карт и фотографий, наглядно демонстрирующих становление Нижнего Тагила как городского поселения в начале XX века и процесс урбанизации города. В частности показаны карты города разных времён, в совокупности с остальными экспонатами музея, иллюстрирующих, как менялась жизнь в Нижнем Тагиле от одной эпохи в другую.
Вся музейная экспозиция разделена на тематические комплексы.
Первый этаж:
- «Традиционные занятия населения округа»
- «Традиционные женские ремёсла. Обработка льна, домашнее ткачество, вышивка»
- «Традиционные ремесла XVIII — начала XX веков. Бурачный и бондарный промыслы»
- «Ремёсла и промыслы населения Нижнетагильского горнозаводского округа: кожевенный, обувной и сундучный»

Второй этаж:
- «Процесс урбанизации Нижнего Тагила и становление его как городского населения»
- «Одежда горнозаводского населения и её эволюция в XIX — начала XIX веков»
- «Быт крепостных служащих Нижнетагильского горнозаводского округа в первой половине XIX века»
- «Интерьеры купеческой гостиной и парадной комнаты в доме зажиточного ремесленника»